# 70000 Tons of Metal (2011)

Logo des 70000 Tons of Metal

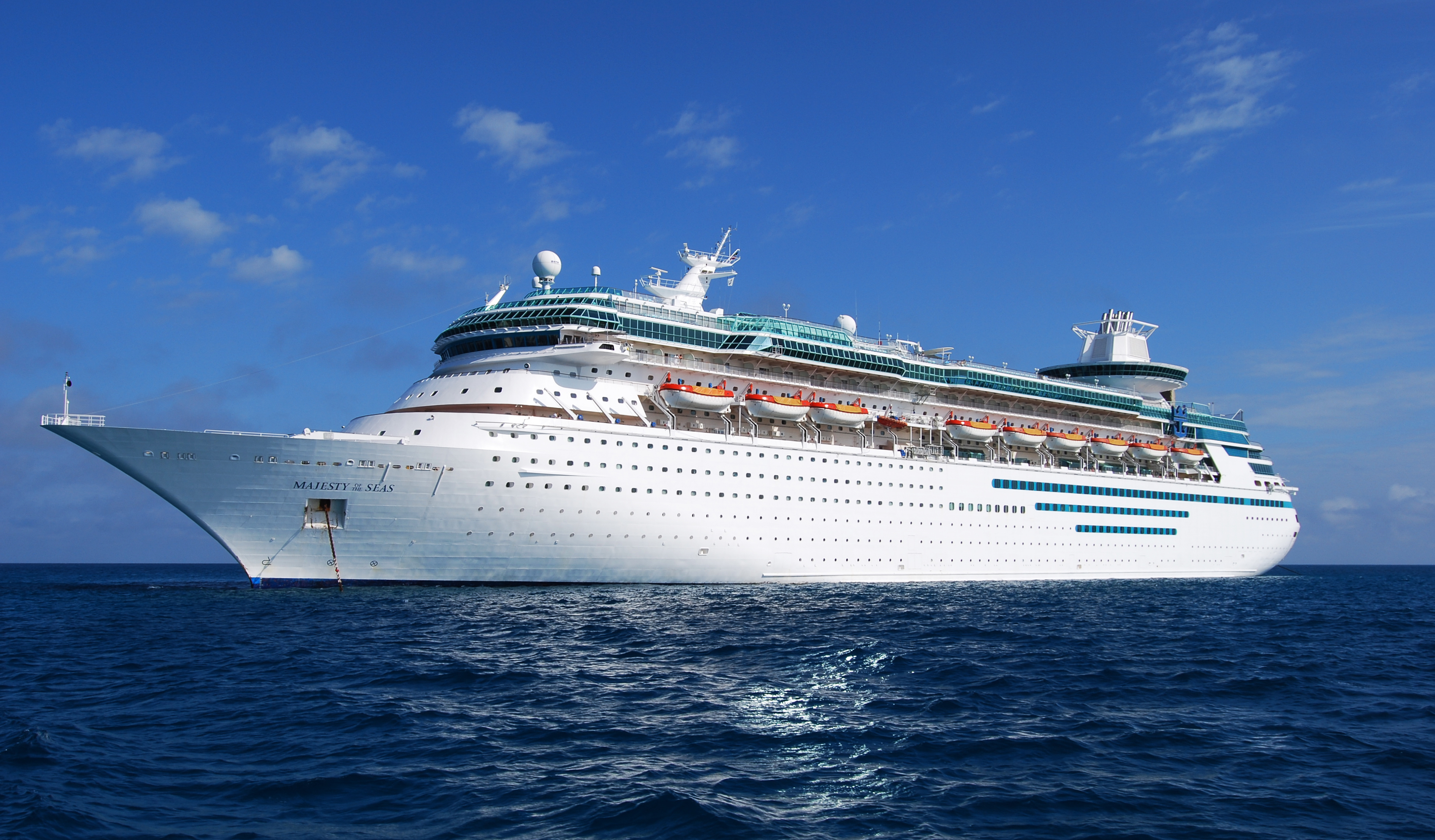
Die Majesty of the Seas

Das 70000 Tons of Metal (kurz: 70000 Tons) Metal-Festival wurde 2011 zum ersten Mal ausgerichtet. Veranstaltungsort dieses bislang größten Metal-Festivals auf einem Schiff war das Kreuzfahrtschiff Majesty of the Seas, das zwischen dem 24. und 28. Januar 2011 von Miami (Florida) nach Cozumel (Mexiko) und wieder zurückfuhr. Insgesamt traten 42 verschiedene Metal-Bands aus den unterschiedlichsten Metal-Genres auf. Inklusive der Besatzung befanden sich rund 3500 Personen an Bord.
Für weitere Informationen über den Hintergrund des Festivals, die Preise und weiteres siehe:

## Reiseverlauf 2011

### Montag, 24. Januar

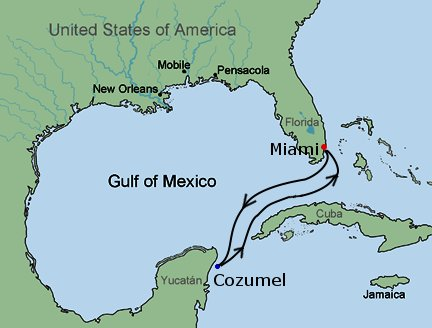
Route der Majesty of the Seas beim 70000 Tons of Metal

Das Auslaufen des Schiffes aus dem Hafen war für 17.00 Uhr geplant. Da aber an diesem Tag eine Trauerfeier für zwei getötete Polizisten in Miami stattfand, waren weite Teile des Stadtgebietes gesperrt, was zahlreiche Staus zur Folge hatte. Weil durch die Staus ein Verladekran, der die Bühnenelemente auf das Pool-Deck heben sollte, drei Stunden später als geplant ankam, verzögerte sich die Abfahrt des Schiffes um etwas mehr als eine Stunde, so dass das Schiff um ca. 18.15 Uhr ablegte. Die drei Bühnen konnten dennoch in einer Rekordzeit von nur sieben Stunden aufgebaut werden. Mit der Verspätung ging auch ein zusätzlicher Kostenaufwand von rund 100.000 Euro einher.
Eröffnet wurde das Festival unmittelbar nach dem Auslaufen des Schiffes und einer kurzen Sicherheitsunterweisung um 19.00 Uhr Ortszeit, mit den Auftritten der Bands Exodus und Arsis. Verteilt auf die drei Bühnen spielten an diesem Tag neben Exodus und Arsis noch 13 weitere Bands. Abgerundet wurde das Programm durch eine Karaoke-Nacht in der Boleros Lounge.

### Dienstag, 25. Januar

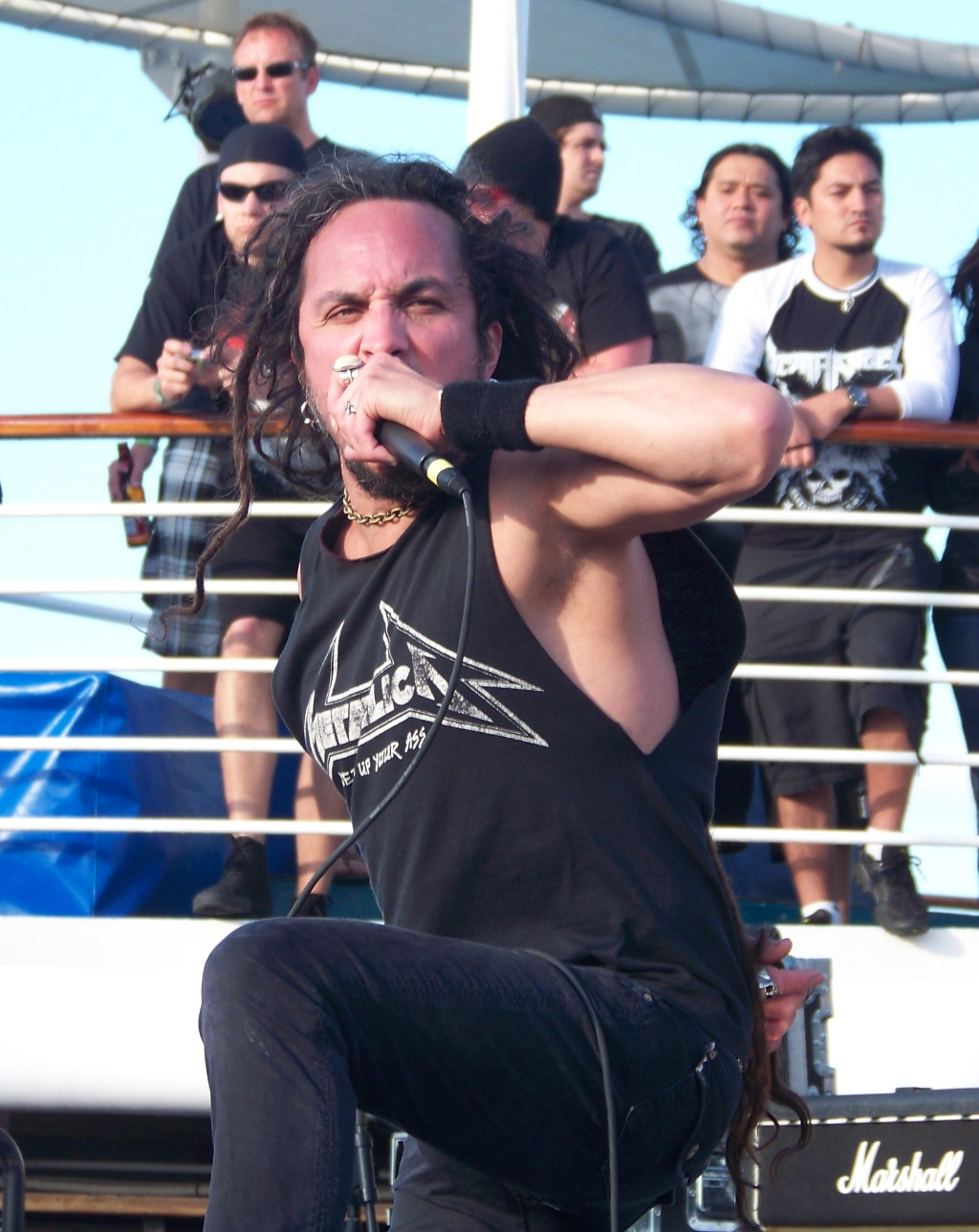
Mark Osegueda von Death Angel live auf der Poolstage

Eröffnet wurde das Konzertprogramm um 10 Uhr morgens mit dem Auftritt der deutschen Thrash-Metal-Band Cripper, und damit deutlich früher als auf vielen anderen Festivals. Es folgten weitere 26 Bands verteilt über den ganzen Tag, wobei es ab 12 Uhr mittags bis zum frühen Abend auch durchgehend „offizielle“ Meet&Greets mit den Bands gab. Wie auch am Vortag konnte man den Abend bei Karaoke in der Boleros Lounge ausklingen lassen.
Ungewöhnlich am Auftritt der Band Unleashed war, dass als Sänger Alan „Naihmass Nemtheanga“ Averill von Primordial bzw. Twilight of the Gods mitwirkte. Dies lag daran, dass Unleashed-Sänger Johnny Hedlund es verpasst hatte, rechtzeitig an Bord zu gelangen, so dass die Majesty of the Seas ohne ihn abgelegt hatte.

### Mittwoch, 26. Januar
An diesem Tag fand ein Landgang auf die mexikanische Insel Cozumel statt. Bereits um 7 Uhr morgens lief dazu die Majesty of the Seas den Hafen von San Miguel de Cozumel an. Geboten wurden als Programm Touren zu Maya-Pyramiden in Tulum und anderen Ruinen, Pferdereiten, Jetski-Fahren sowie freier Aufenthalt in der Hafenstadt und am Strand. Das Schiff legte am Abend wie geplant, pünktlich um 18.30 Uhr ab. Ab 19.00 traten dann auch wieder Bands, verteilt auf die drei Bühnen des Schiffes, auf.
Da das Merchandise des 70000 Tons of Metal bereits am Dienstag vergriffen war, hatte das Festivalmanagement kurzfristig in der Nacht von Dienstag auf Mittwoch neue T-Shirts drucken lassen. Diese sollten dann per Hubschrauber nach Cozumel geflogen und dort an Bord gebracht werden. Aufgrund von Problemen mit dem Zoll konnten die T-Shirts jedoch nicht nach Mexico eingeflogen werden.

### Donnerstag, 27. Januar

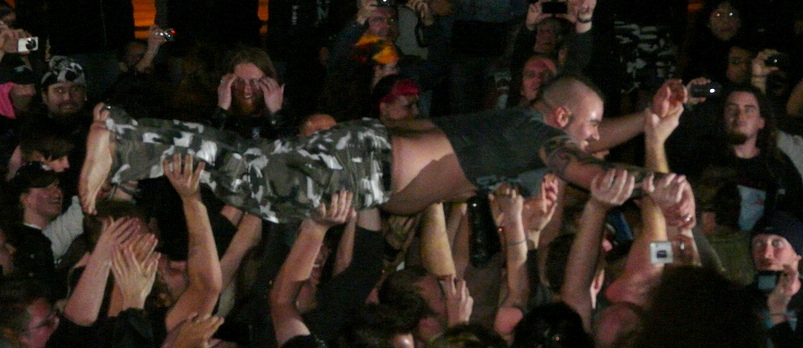
Joakim Brodén, Sänger der Band Sabaton beim Crowdsurfen in den Pool

Wie auch am Dienstag standen am Donnerstag die Auftritte der Bands wieder im Vordergrund. Insgesamt traten an diesem Tag 28 Bands auf. Auch konnte man wieder zahlreiche Meet&Greets besuchen. Der besonders lockere Umgang zwischen Fans und Musikern während des ganzen Festivals wurde unter anderem auch beim Auftritt der schwedischen Power-Metal-Band Sabaton auf der Poolstage deutlich. Sänger Joakim Brodén ließ sich während des Auftritts seiner Band beim Crowdsurfen durch das Publikum tragen und anschließend in den Pool werfen.

### Freitag, 28. Januar
Das eigentliche Festivalprogramm dauerte bis in die frühen Morgenstunden des 28. Januars. Bereits wenig später, um 9 Uhr Ortszeit, mussten jedoch alle Festivalgäste das Schiff verlassen haben, welches am selben Abend wieder auslief.

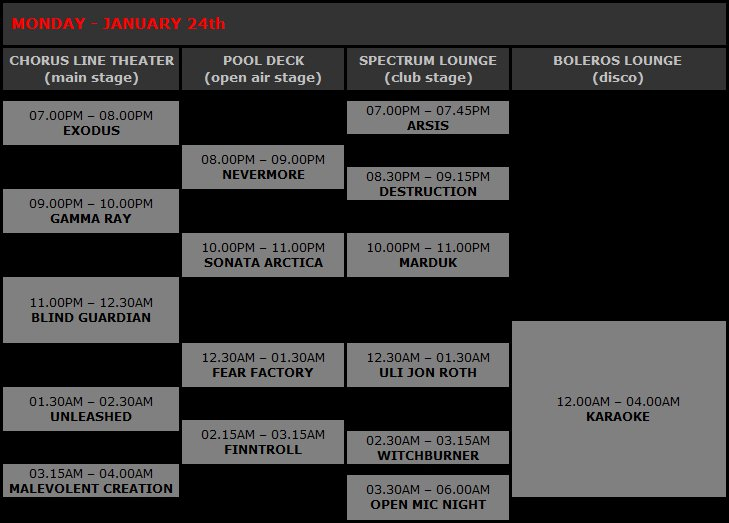
Programm Montag
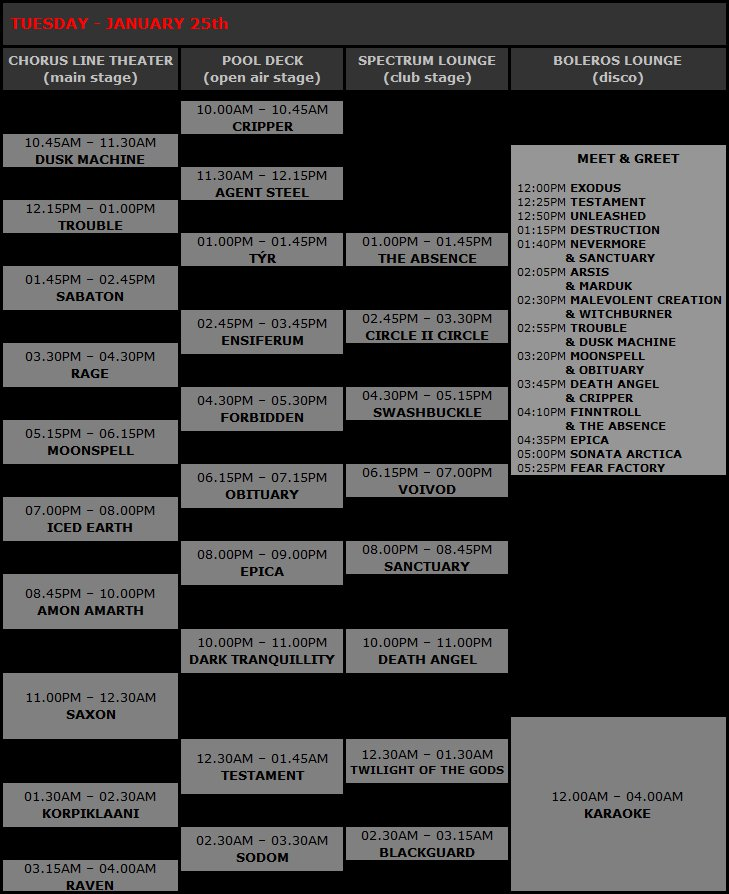
Programm Dienstag
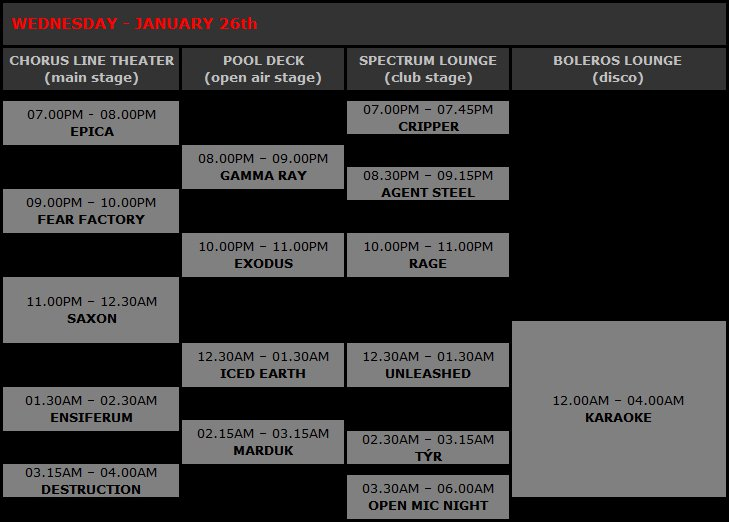
Programm Mittwoch
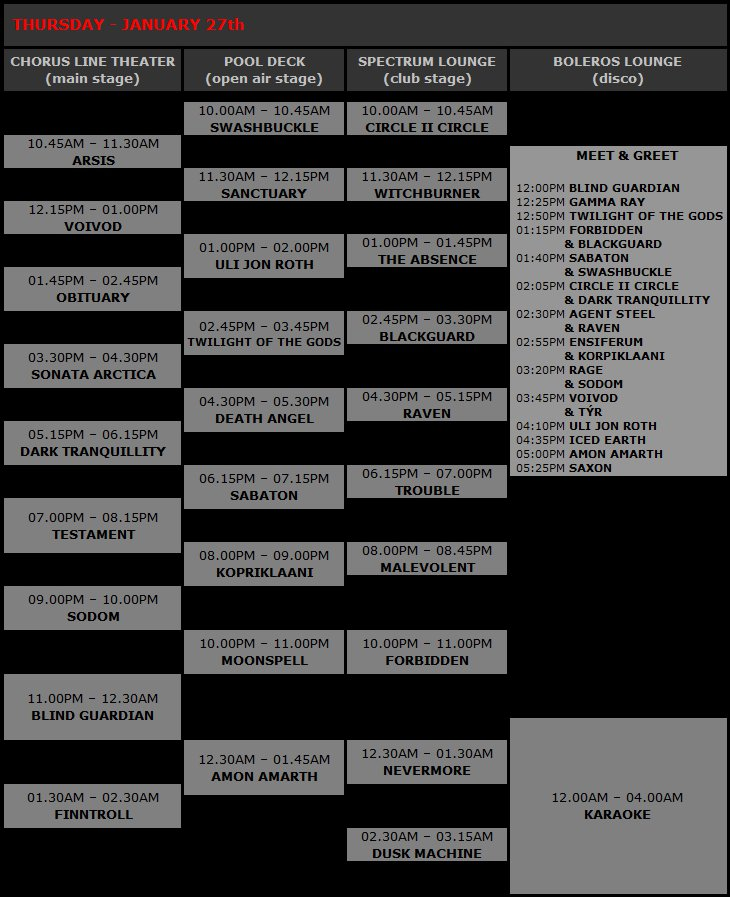
Programm Donnerstag

## Line-up
An den vier Tagen spielten insgesamt 42 Bands, verteilt auf drei Bühnen, wobei jede Band zwei Auftritte absolvierte. Das Line-up bestand aus folgenden Bands:
Agent Steel, Amon Amarth, Arsis, Blackguard, Blind Guardian, Circle II Circle, Cripper, Dark Tranquillity, Death Angel, Destruction, DuskMachine, Ensiferum, Epica, Exodus, Fear Factory, Finntroll, Forbidden, Gamma Ray, Iced Earth, Korpiklaani, Malevolent Creation, Marduk, Moonspell, Nevermore, Obituary, Rage, Raven, Sabaton, Sanctuary, Saxon, Sodom, Sonata Arctica, Swashbuckle, Testament, The Absence, Trouble, Twilight of the Gods, Týr, Uli Jon Roth, Unleashed, Voivod und Witchburner.
Die Hauptbühne stellte das Schiffstheater „A Chorus Line“ über die Decks 5–7 dar. Auf Deck 8 gab es noch eine kleinere Bühne in der „Spectrum“-Lounge und auf Deck 12 mit der „Poolside Stage“ auch eine Open-Air-Bühne.

## Unterkünfte, Besucher und Statistisches
An dem Festival nahmen 2038 Besucher aus insgesamt 49 Ländern teil. Mit einem Anteil von rund 30 % stammten die meisten aus den Vereinigten Staaten. Die zweitgrößte Besuchergruppe kam bei einem Anteil von etwa 17 % aus Deutschland. Ebenfalls noch stark vertreten waren Besucher aus Kanada (12 %) und Australien (7 %). Die übrigen Besucher, welche noch 36 % der Gesamtbesucheranzahl ausmachten, stammten aus Argentinien, Belgien (34), Bolivien, Bosnien, Brasilien, Bulgarien, Chile, Volksrepublik China, Costa Rica, Dänemark, Dominikanische Republik, Estland, Färöer, Finnland, Frankreich, Griechenland, Großbritannien, Hongkong, Irland, Israel, Italien, Japan, Kolumbien, Luxemburg, Mexiko, Niederlande (86), Neuseeland, Norwegen, Österreich, Peru, Philippinen, Polen, Portugal, Rumänien, Russland, Saudi-Arabien, Slowakei, Slowenien, Südafrika, Spanien, Schweden, Schweiz, Tschechien, Türkei und Ungarn. Weiterhin waren rund 100 Journalisten, die technischen Crews der Bands und die gut 900 Mann starke Schiffsbesatzung mit an Bord, so dass sich die Gesamtpersonenkapazität auf 3571 Teilnehmer belief.
Über die Konzerte hinaus standen zur Freizeitbewältigung auch ein Fitnessstudio, ein Casino, ein Basketballfeld sowie eine Kletterwand zur Verfügung.
Zuerst zeigten sich die Reederei und die Crew skeptisch ob des ungewöhnlichen Reisepublikums. So wurde das Personal im Vorfeld auf die Besucher in einer nicht genannten Art und Weise „vorbereitet“ und beispielsweise der Presse anfangs das Interviewen von Besatzungsmitgliedern strengstens untersagt. Auch durften der Schiffs- und Reedereiname nicht genannt werden, was sich jedoch schnell änderte. Dies lag zum einen am unerwartet freundlichen und gesitteten Verhalten der Gäste, zum anderen aber auch am wirtschaftlichen Erfolg des gesamten Festivals. So betrugen bereits am ersten Tag die Einnahmen durch Getränke das Vielfache dessen, was sonst in einer ganzen Woche umgesetzt wird. Der unverhältnismäßig hohe Bierkonsum führte auch dazu, dass bereits am Dienstag die erste Biersorte ausverkauft und auch bei anderen Sorten der Vorrat stark geschrumpft war.

## Rezeption
Dem 70000 Tons of Metal kam eine große nationale und internationale Wahrnehmung durch die Presse zu. Insgesamt befanden sich rund 100 Journalisten aus aller Welt an Bord. Neben zahlreichen Szenemagazinen, sowohl in gedruckter als auch in Online-Form, berichtete auch die allgemeine Presse teils sehr ausführlich. Im deutschsprachigen Raum geschah dies unter anderem durch den Stern, RTL, den Norddeutschen Rundfunk, und das ZDF. Letzteres drehte neben einem kurzen Beitrag für das Heute-journal auch eine halbstündige Dokumentation für den ZDFinfokanal mit dem Titel Heavy Metal auf dem Traumschiff.

## Dokumentationen
- Peter Theisen, Harald Hamm: Heavy Metal auf dem Traumschiff, ZDF 2011, 29.52 Minuten
- Das Alptraumschiff (Radioreportage), NDR 2011, 7.30 Minuten